# Сусень (Богаць, Арджеш)
Сусень, Сусені (рум. Suseni) — село у повіті Арджеш в Румунії. Входить до складу комуни Богаць.
Село розташоване на відстані 91 км на північний захід від Бухареста, 22 км на схід від Пітешть, 123 км на північний схід від Крайови, 91 км на південний захід від Брашова.

## Населення
За даними перепису населення 2002 року у селі проживали 1002 особи, з них 1001 особа (99,9%) румунів. Усі жителі села рідною мовою назвали румунську.